# سامي الذهاب إلى الجنوب (فلم)
سامي الذهاب إلى الجنوب  (بالإنجليزية: Sammy Going South) هو فيلم مغامرة تم إنتاجه في المملكة المتحدة وصدر في سنة 1963.

## بطولة
- إدوارد روبنسون

## وصلات خارجية
- سامي الذهاب إلى الجنوب على موقع IMDb (الإنجليزية)
- سامي الذهاب إلى الجنوب على موقع روتن توميتوز (الإنجليزية)
- سامي الذهاب إلى الجنوب على موقع Turner Classic Movies (الإنجليزية)
- سامي الذهاب إلى الجنوب على موقع أول موفي (الإنجليزية)
- سامي الذهاب إلى الجنوب على موقع فيلمافينيتي (الإسبانية)
- سامي الذهاب إلى الجنوب على موقع قاعدة بيانات الأفلام السويدية (السويدية)
- سامي الذهاب إلى الجنوب على موقع قاعدة بيانات الفيلم (الإنجليزية)
- سامي الذهاب إلى الجنوب على موقع ليتربوكسد (الإنجليزية)
- سامي الذهاب إلى الجنوب على موقع كينوبويسك (الروسية)

1. ↑  وصلة مرجع: http://www.imdb.com/title/tt0056886/. الوصول: 8 أبريل 2016.
2. ↑  وصلة مرجع: http://www.filmaffinity.com/es/film260914.html. الوصول: 8 أبريل 2016.